# Хьюсон, Ив
Мемфис Ив Санни Дэй Хьюсон (англ. Memphis Eve Sunny Day Hewson; род. 7 июля 1991, Дублин) — ирландская актриса.

## Биография
Родители — вокалист группы U2 Боно (Пол Дэвид Хьюсон) и активистка Эли Хьюсон (до замужества — Стюарт). У Ив есть старшая сестра Джордан Хьюсон (1989 г.р.) и младшие братья Элайя Боб Хьюсон (1999 г.р.) и Джон Абрахам Хьюсон (2001 г.р.). В 18 лет Ив переехала в Нью-Йорк, где окончила школу искусств Тиш и Нью-Йоркскую академию киноискусств.
Начала актёрскую карьеру в 2008 году, сыграв в фильме «Клуб 27». Затем снималась в фильмах «Где бы ты ни был», «Кровные узы», «Довольно слов». В 2014—2015 годах снималась в телесериале «Больница Никербокер». В 2015 году сыграла в фильме «Шпионский мост».
В 2018 году сыграла Мэриан в фильме «Робин Гуд: Начало».
С 2010 по 2015 год встречалась с актёром Джеймсом Лафферти.

## Фильмография
| Год       |     | Русское название                   | Оригинальное название            | Роль           |
| --------- | --- | ---------------------------------- | -------------------------------- | -------------- |
| 2008      | ф   | Клуб 27                            | The 27 Club                      | Стелла         |
| 2008      | кор |                                    | Darkness Turns to Light          | художница      |
| 2008      | кор |                                    | Musical Names and Musical Sounds | женщина        |
| 2010      | кор | The Script: For the First Time     | The Script: For the First Time   | Делла          |
| 2011      | ф   | Где бы ты ни был                   | This Must Be the Place           | Мэри           |
| 2013      | ф   | Кровные узы                        | Blood Ties                       | Ивонн          |
| 2013      | ф   | Довольно слов                      | Enough Said                      | Тесс           |
| 2014—2015 | с   | Больница Никербокер                | The Knick                        | Люси Элкинс    |
| 2015      | ф   | Шпионский мост                     | Bridge of Spies                  | Кэрол Донован  |
| 2017      | ф   | Мотылёк                            | Papillon                         | Ненетт         |
| 2018      | ф   | Бумажный год                       | Paper Year                       | Фрэнни Винтерс |
| 2018      | ф   | Робин Гуд: Начало                  | Robin Hood                       | Дева Мэриан    |
| 2019      | ф   | Реальная история мальчика-волчонка | The True Adventures of Wolfboy   | Роуз           |
| 2020      | ф   | Тесла                              | Tesla                            | Энн Морган     |
| 2020      | с   | Светила                            | The Luminaries                   | Анна Уэтерелл  |
| 2021      | с   | В её глазах                        | Behind Her Eyes                  | Адель          |
| 2022—2024 | с   | Заговор сестёр Гарви               | Bad Sisters                      | Бекка Гарви    |
| 2023      | ф   | Флора и сын                        | Flora and Son                    | Флора          |

## Награды и номинации
| Год  | Награда                          | Категория                              | Работа               | Результат |
| ---- | -------------------------------- | -------------------------------------- | -------------------- | --------- |
| 2015 | Спутник                          | Лучший актёрский состав в телесериале  | Больница Никербокер  | Победа    |
| 2021 | Irish Film and Television Awards | Лучшая драматическая актриса           | В её глазах          | Номинация |
| 2021 | Irish Film and Television Awards | Восходящая звезда                      |                      | Номинация |
| 2023 | Irish Film and Television Awards | Лучшая актриса второго плана в сериале | Заговор сестёр Гарви | Номинация |